# Vincent Duncker
Vincent Duncker (Alemania, 9 de noviembre de 1884) fue un atleta , especialista en la prueba de 110 m vallas en la que llegó a ser medallista de bronce olímpico en 1906.

## Carrera deportiva
En los JJ. OO. de Atenas 1906 ganó la medalla de bronce en los 110 m vallas, llegando a la meta tras el estadounidense Robert Leavitt (oro) y el británico Alfred Healey (plata).